# Bristow Helicopters
Bristow Helicopters Limited è una compagnia elicotteristica britannica fondata nel 1955 specializzata nel trasporto verso piattaforme petrolifere, Search & Rescue, leasing, manutenzione e addestramento.

## Storia
Bristow Helicopters è stata fondata il 24 giugno 1955 da Alan Bristow, ex pilota della Royal Navy e di Westland Helicopters, in seguito all'ottenimento di un contratto con Shell Oil Company per il trasporto di personale e materiale verso le piattaforme petrolifere nel Golfo Persico. Nel 1957 un contratto con British Petroleum consente alla compagnia di acquistare i primi elicotteri di proprietà, due Westland Widgeon; nello stesso anno ha iniziato ad operare in Iran e in Bolivia.
Nel 1960 ha acquistato Frison-Airwork, compagnia specializzata in servizi aeronautici per l'agricoltura attiva nel Regno Unito, in America meridionale e Sudan e coinvolta nella ricerca petrolifera in Nigeria per conto di Shell; Bristow optò per interrompere il servizio agricolo al fine di dedicarsi alla ricerca geologica in Nigeria. Durante la guerra civile Bristow rimase operativa con personale ridotto traendo profitto dall'assenza di concorrenza.
Nel 1961 ha attivato un servizio per l'addestramento dei piloti di elicottero della Fleet Air Arm a Redhill; entro la fine degli anni 1960 i servizi di addestramento furono espansi in India, Australia, Nuova Zelanda e Iran. Tutte le operazioni in Iran sono state interrotte nel 1979 in seguito alla rivoluzione iraniana.
Nel 1967 Bristow ha iniziato le operazioni nel Mare del Nord basando ad Aberdeen i Westland Wessex dedicati ai nuovi servizi. Nel 1972 ha ricevuto il primo Sikorsky S-61N, che venne basato all'Aeroporto di Sumburgh, destinato a servizi per conto di Shell e Global Marine Inc.. A causa della crescente domanda venne avviato un servizio di manutenzione e vennero costruiti alloggi per i lavoratori nell'aeroporto.
Dal 1971 al 1974 ha svolto operazioni di ricerca e soccorso rimpiazzando i Westland Whirlwind della Royal Navy con dei Sikorsky S-55 stanziati presso l'aeroporto di Manston, venendo sostituita dal Royal Air Force Coastal Command a causa di pressioni esercitate dal settore pubblico. Dal 1983 è tornata ad operare questo tipo di operazioni in collaborazione con la Maritime and Coastguard Agency.
Bristow Helicopters contribuì allo sviluppo dell'Aérospatiale AS332 Super Puma proponendo contributi relativi ai servizi offshore, come ad esempio un vano bagagli dietro la cabina o un sistema di galleggiamento, e stipulò un ordine per 35 elicotteri di questo tipo, che al tempo fu il più numeroso per un elicottero civile.
A partire dal 1985, Bristow Helicopters ha cambiato proprietà più volte fino al 1996, quando venne acquistata da Offshore Logistics, una compagnia offshore attiva nel Golfo del Messico; nel febbraio 2006 Offshore Logistics ha cambiato nome in The Bristow Group. Nel 2014 Bristow Group ha acquistato il 60% delle quote di Eastern Airways ed è divenuto il cliente di lancio dell'AgustaWestland AW189; nel 2019 ha venduto le sue quote in Eastern Airways. A maggio dello stesso anno ha richiesto l'applicazione del Chapter 11 a causa di debiti accumulati; a novembre 2019, in seguito a una ristrutturazione, la compagnia esce dalla protezione. Nel 2020 The Bristow Group e Era Group Inc. si fondono dando vita a Bristow Group Inc..

## Servizi

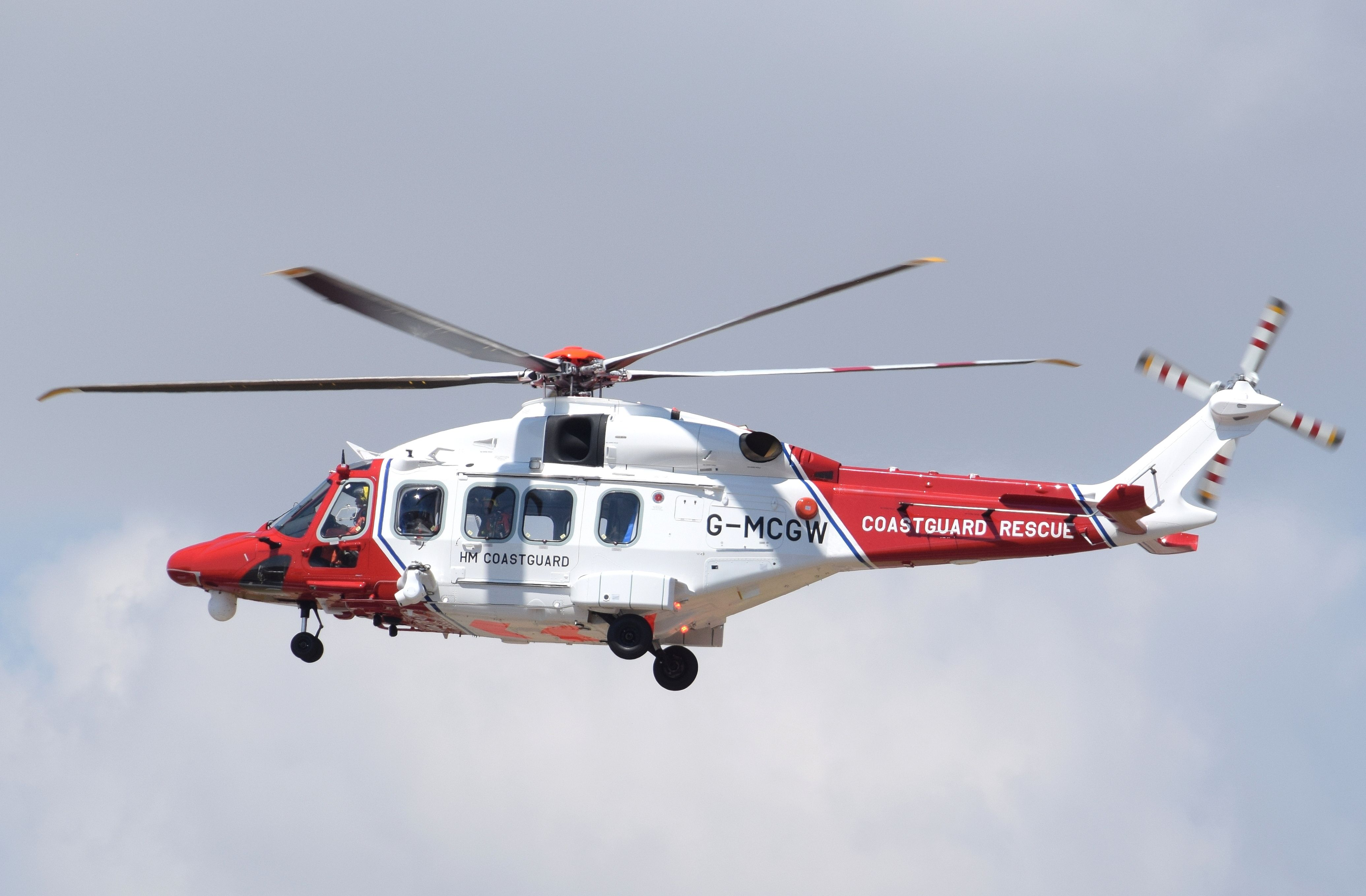
Un AW189 di Bristow Helicopters in servizio presso la guardia costiera britannica

Bristow Helicopters opera in Europa (Regno Unito, Norvegia e Spagna), America (Canada, Stati Uniti, Messico, Colombia, Brasile, Trinidad e Tobago, Guyana, Suriname), Africa (Egitto, Nigeria) e Australia attraverso le sue sussidiarie. Oltre alle operazioni controllate direttamente dal gruppo, Bristow possiede quote di compagnie di Canada, Colombia, Egitto, Kazakistan, Turkmenistan, Messico, Russia e Regno Unito. Fino al 2019 controllava il 60% di Eastern Airways, tramite la quale aveva creato una rete di collegamento tra gli aeroporti principali e le basi secondarie per le operazioni offshore affiancata alle normali operazioni di volo; è inoltre proprietaria della compagnia australiana Airnorth utilizzata per il medesimo scopo in Australia.
Ad Heli-Expo 2015 ha annunciato la nascita di un tavolo con AgustaWestland al fine dello sviluppo di caratteristiche compatibili con i servizi offshore relative al convertiplano AW609.
Nel 2013 la compagnia ha ottenuto un pre-contratto per la fornitura e l'esercizio degli elicotteri della guardia costiera britannica e nel 2015 ha ottenuto un contratto con scadenza 31 marzo 2026; il 28 settembre 2020 il contratto è stato esteso fino al 31 dicembre 2026. Dal 2014 opera a coppie 10 AW189 e 10 S-92 da 10 basi in tutto il Regno Unito. Due ulteriori elicotteri sono disponibili come riserva.

## Flotta
Nel 2021 la flotta di Bristow Group Inc comprende i seguenti elicotteri:
- elicotteri pesanti
  - AgustaWestland AW189
  - Sikorsky S-92
- elicotteri medi
  - AgustaWestland AW139
  - Sikorsky S-76C++
  - Sikorsky S-76D
- elicotteri leggeri
  - Eurocopter EC 135 P2e
  - AgustaWestland AW109E Power
  - AgustaWestland AW119
  - AgustaWestland AW119Ke
  - Aérospatiale AS 350B2
- UAV
  - Schiebel Camcopter S-100: 2 in servizio per la Her Majesty's Coastguard[14]

### Flotta storica

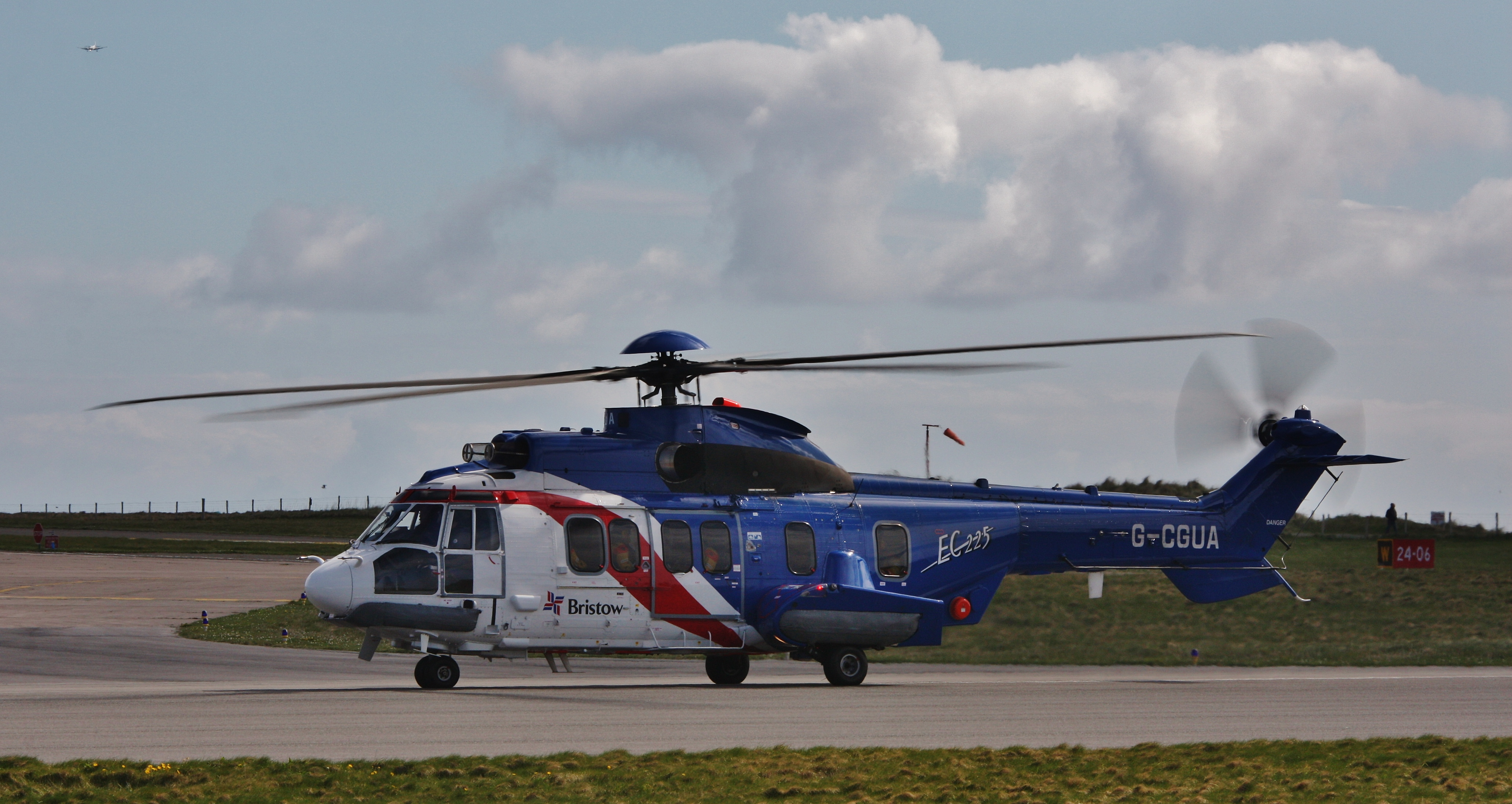
Un Eurocopter EC225 Superpuma di Bristow Helicopters presso l'aeroporto di Sumburgh

Nel corso della sua storia Bristow Helicopters ha operato anche con i seguenti elicotteri:
- Westland Dragonfly
- Westland Widgeon
- Westland Wessex
- Westland Whirlwind
- Agusta AB47
- Westland Sioux
- Hiller UH-12
- Sikorsky S-55
- Sikorsky S-61
- Bell 205
- Agusta AB206
- Bell 206
- Aérospatiale SA 330 Puma
- Aérospatiale AS332 Super Puma
- Bell 212
- Bell 412
- Bell 214ST
- Airbus Helicopters AS365 Dauphin
- Eurocopter EC225 Superpuma
- Robinson R22

## Incidenti
- Il 13 agosto 1981 un Westland Wessex, registrato G-ASWI, precipitò 19 km a nord-est di Bacton, Norfolk a causa di una perdita di potenza le cui cause non furono mai accertate uccidendo gli 11 occupanti.[16]
- Il 14 settembre 1982 un Bell 212, marche G-BDIL, è precipitato, per ragioni non accertate, nei pressi della piattaforma petrolifera Murchinson durante una missione SAR notturna uccidendo i 6 occupanti.[17]
- Il 14 marzo 1992 un Aérospatiale AS332 Super Puma, marche G-TIGH, si è schiantato nel Mare del Nord a causa di una perdita di controllo dei piloti causando la morte di un membro dell'equipaggio e di 10 passeggeri su 17 occupanti totali.[18]
- Il 19 gennaio 1995 un Aérospatiale AS332 Super Puma registrato G-TIGK operante il volo Bristow Helicopters 56C è stato costretto ad ammarare 10 km a sud-ovest del giacimento di Brae a causa della separazione del rotore di coda causata da un fulmine; tutti i 18 occupanti sono sopravvissuti.[19]
- Il 16 luglio 2002 un Sikorsky S-76, registrato G-BJVX, è precipitato in prossimità della piattaforma petrolifera Leman 49/26 Foxtrot a causa della rottura di una pala del rotore principale causata da un errore di costruzione e dai danni riportati dopo essere stata colpita da un fulmine, uccidendo tutti gli 11 occupanti.[20]
- Il 12 agosto 2015 il Sikorsky S-76 5N-BGD si è schiantato nella laguna di Lagos a causa della rottura di una giunzione nel meccanismo che controlla il passo ciclico uccidendo i due piloti e 4 dei 10 passeggeri.[21]